# Ciencia ficción en México
La ciencia ficción en México se refiere a la historia y desarrollo de este género literario y cinematográfico en México, así como a las instituciones, asociaciones, publicaciones periódicas y premios que existen sobre este género en el país. Este artículo aborda la ciencia ficción en México, país que no escapa a la realidad que impera en muchas partes del mundo donde este género es denostado dentro de los círculos literarios y clasificado como un género menor.
Si la literatura conocida o publicada bajo el sello de ciencia ficción no es abundante, la causa principal no es la escasez de autores o de obras, sino la poca difusión que se les da en México. Inclusive algunos autores no dedicados a la ciencia ficción han publicado obras que pueden clasificarse así; por ejemplo, Amado Nervo, Juan José Arreola, Carlos Fuentes o Paco Ignacio Taibo II.

## Literatura

### Historia
Si bien en la década de los años 1980 surge una generación de escritores que le dieron forma al género, como H. Pascal, Ricardo Guzmán Wolffer, José Luis Zárate, Gerardo Horacio Porcayo, Miguel Ángel Fernández y José Luis Ramírez, la historia en México puede rastrearse hasta el año de 1775.
De acuerdo a Miguel Ángel Fernández, la historia de la ciencia ficción mexicana puede dividirse en cuatro etapas:
- Precursores (1775-1934): Inicia con el fraile Manuel Antonio de Rivas y su cuento Sizigias y cuadraturas lunares ajustadas al meridiano de Mérida de Yucatán por un anctítona o habitador de la luna, y dirigidas al bachiller don Ambrosio de Echeverría, entonador de kyries funerales en la parroquia del Jesús de dicha ciudad, y al presente profesor de logarítmica en el pueblo de Mama de la península de Yucatán.[7] El segundo autor de ciencia ficción mexicana fue Sebastián Camacho y Zulueta (alias) Fósforos‒Cerillos, autor del cuento México en el año 1970, escrito en 1840. También se cuentan diez cuentos escritos en el siglo XIX, la novela Querens de Pedro Castera (1890), los cuentos de Amado Nervo (por ejemplo, "La última guerra" (1906),[4] y la novela Eugenia, escrita en 1919 por el médico Eduardo Urzaiz Rodríguez.
- Primeras revistas especializadas con traducciones de ciencia ficción anglosajona (1934-1964).
- Primera generación de autores mexicanos de ciencia ficción (1964-1984).
- Autores contemporáneos (1984 al presente).
- Catálogo general (1775-2002): Bajo la presidencia de Gonzalo Martré en la AMCYF  (1996-1998), se formuló el proyecto de editar un catálogo general por autores y obras ordenado cronológicamente. Como el periodo de la directiva encabezada por Martré expiró sin que el proyecto fuese realizado, el expresidente lo continuó siendo auxiliado por Miguel Ángel Fernández Delgado y Jorge Martínez Villaseñor quienes aportaron ensayos sobre la CF mexicana. El catálogo general fue recopilado por Martré y de esta manera en el año 2004 consiguió que fuese publicado por el Instituto Politécnico Nacional con el título de "La Ciencia Ficción en México" (ensayo-antología-catálogo), al cual le adicionó una antología de autores de CF poco recordados. Desde entonces este libro es el trabajo más serio y completo sobre la literatura de CF mexicana. Obra obligada de consulta, se halla en la Biblioteca Nacional.

### Novelas
Se considera que la primera novela mexicana de ciencia ficción es Eugenia (esbozo novelesco de costumbres futuras), escrita por Eduardo Urzáiz Rodríguez, en Yucatán en 1919.
Otras novelas sin duda importantes son:
- El réferi cuenta nueve, de Diego Cañedo (seudónimo de Guillermo Zárraga), 1943.
- Su nombre era Muerte, de Rafael Bernal, 1947.
- Mexicanos en el espacio, de Carlos Olvera, 1968.
- Cristóbal Nonato. México, de Carlos Fuentes, 1987.
- Los mismos grados más lejos del centro, de Gabriel González Meléndez, 1991.
- La ley del amor, de Laura Esquivel (escritora), 1995.
- La primera calle de la soledad, de Gerardo Horacio Porcayo, 1993.
- Virtus, de Eve Gil, Editorial JUS, 2008
- Holocausto un Nuevo Comienzo, de Fernando Rebollar, 2016.
- Crónicas de "Wallmerica", de Jorge Chípuli, 2019.

### Poemarios
- Binario, de Jorge Chípuli de 1996.

### Publicaciones periódicas

#### Revistas
Se han editado algunas revistas del género en México, ya sean versiones licenciadas de publicaciones extranjeras o completamente originales.
- Los cuentos fantásticos (1948-1953).
  - Edición mexicana de Famous Fantastic Mysteries.
  - Números: 48.

- Enigmas (1955-1957).
  - Edición mexicana de Startling Stories y Fantastic Story Magazine.
  - Director: Bernardino Díaz.
  - Números: 16.

- Fantasías del Futuro (1958).
  - Edición mexicana de Science Fiction Quarterly, Super Science Fiction, Future Science Fiction, Planet Stories y The Original Science Fiction.
  - Director: Eduardo Trueba Urbina.
  - Números: 1.

- Ciencia y Fantasía (1956-1957).
  - Edición mexicana de The Magazine of Fantasy & Science Fiction.
  - Números: 14.

- Crononauta (1964).
  - Directores: Alejandro Jodorowsky y René Rebetez
  - Números: 2.

- Espacio (1977-1978).
  - Director: Carlos Jaumá Guix.
  - Números: 6.

- Umbral: literatura fantástica de México (1992-?).
  - Editor: Federico Schaffler.[7]
  - Números: 50.

- "Charrobot", órgano informativo de la AMCYF (1996-1998)
  - Editor: Gonzalo Martré
    - Números: 8

- Asimov ciencia ficción (1994-1999).
  - Director: José Zaidenweber. Editor: José Luis Domínguez R. (núms. 1-4) Director: Salomón Bazbaz (núms. 5-16).
  - Números: 16 números.

- "Equipo Mensajero. Revista Literaria" (1992-1999)
  - Director: Janitzio Villamar
  - Números: 16 números

#### Fanzines
Puede decirse que los años 90 fue la época de oro de los fanzines en México. Se llegaron a editar diversos.
- Estacosa.
  - Editor: Mauricio-José Schwarz.
  - Ejemplares: 2 números.

- Pulpa de Langosta[10]
  - Editor: Gerardo Horacio Porcayo.

- Fractal.
  - Editores: Gerardo Sifuentes y José Luis Ramírez.

- ¡Nahual! (1995-1997).
  - Editor: Andrés Tonini.
  - Ejemplares: 6 números.

- Sub. Subgéneros de subliteratura subterránea (1996-?).
  - Editores: Bernardo Fernández, Pepe Rojo y Joselo Rangel.
  - Ejemplares: 4(+)

- Laberinto.
  - Editores: Laura Michel, Rogelio Cárdenas e Irma Amézquita.
  - Ejemplares 14.

- Azoth.
  - Editor: H. Pascal.

- Goliardos.
  - Editor: H. Pascal.

- Dracula´s Magazine (1996-).
  - Editor: Janitzio Villamar.
  - 47 números

- Gernsback (2012-).
  - Curador: Pete Zavala
  - Ejemplares: 1 número.

- Anakrónica (2012-).
  - Editor: Jorge Hughes
  - Ejemplares: 2 números.

#### Ezines
Los ezines surgieron antes de que la Internet se popularizara. La distribución de los primeros (Otracosa, La Langosta se ha posado) se efectuaba por medio de disquetes de 3.5”.
- Otracosa (1992).
  - Editor: Mauricio-José Schwarz.
  - Soporte: disquete de 3.5”.

- La Langosta se ha Posado (1993-1996).
  - Editores Gerardo Horacio Porcayo y José Luis Zárate.
  - Soporte: disquete de 3.5”, Internet.

- El oscuro retorno del hijo del ¡Nahual! (2002).
  - Editor: Andrés Tonini.
  - Ejemplares: 3 números.[11]
  - Soporte: PDF.

- La Langosta se ha Posteado (2009- ).
  - Editores Gerardo Horacio Porcayo y Ana Delia Carrillo Laris.
  - Soporte: Internet.

- Revista Hiperespacio (2014- ).
  - Editores Adriana Cisneros Garza, Claudia Aguilar y Diana Jaramillo.
  - Soporte: Internet.
- El ojo de Uk (2016- )
  - Editores: Abraham Martínez, Samuel Carvajal y Laura Elena Cáceres.
  - Soporte: Internet.
- Espejo Humeante (2018-).
  - Editores: Rafael Tiburcio, Miguel Lara, Felipe Huerta, Miguel Reyes y Zacarías Zurita.
  - Soporte: Internet.

### Antologías
- Frontera de espejos rotos (1991)
  - Antologadores: Mauricio-José Schwarz y Don Web

- Más allá de lo imaginado I (1991)
  - Antologador: Federico Schaffler.
  - Prólogo: Gabriel Trujillo.
- Más allá de lo imaginado II (1991)
  - Antologador: Federico Schaffler.
  - Prólogo: Gabriel Trujillo.
- Natal, 20 visiones de Monterrey (1993)
  - Compilador: Felipe Montes.
- Más allá de lo imaginado III (1994)
  - Antologador: Federico Schaffler.
  - Prólogo: Gabriel Trujillo.
- El futuro en llamas: cuentos clásicos de la ciencia ficción mexicana (1997)
  - Compilador: Gabriel Trujillo.
- Los mapas del caos (1997)
  - Antologador: Gerardo Horacio Porcayo.
- Silicio en la memoria (1997)
  - Antologador: Gerardo Horacio Porcayo.
- Mundos remotos y cielos infinitos (2012)
  - Compilador: Fernando Galaviz.
- Cuadrántidas. Scifaikus y micropoesía de ciencia ficción (2012)
  - Compilador: Fernando Galaviz.
- Teknochtitlán. 30 visiones de la ciencia ficción mexicana (2015)
  - Antologador: Federico Schaffler.

## Premios

### El premio Puebla (Ahora conocido como Premio Nacional de Cuento Fantástico y de Ciencia Ficción

#### Información
Si bien no el único, el Premio Nacional Puebla de Cuento de Ciencia Ficción fue sin duda uno de los más importantes del género en México. Convocado por el CONACYT, la Secretaría de Cultura del Estado de Puebla, el Consejo Estatal de Ciencia y Tecnología de Puebla y bajo la dirección de Celine Armenta, puede considerarse que fue detonador del movimiento que llevó entre otras cosas, a la creación de la Amcyf.
Desde 1984 y hasta 1997, los cuentos ganadores y algunos de los que conseguían una mención honorífica se publicaban en la revista del CONACYT Ciencia y Desarrollo.
En 1998 el Consejo Estatal de Ciencia y Tecnología de Puebla deja de participar y la organización queda en manos de la Secretaría de Cultura del Estado de Puebla. El premio cambia su nombre a Premio Nacional de Cuento Fantástico y de Ciencia Ficción y se abre a la participación de cuentos de fantasía. En esa fecha también dejan de publicarse los cuentos ganadores en Ciencia y Desarrollo.
En 2011 se publican las bases para la XXVII edición del premio. Convoca el Gobierno del Estado de Puebla y la Secretaría de Cultura.
Estatus: Activo.

#### Ganadores
- Como premio Puebla:
  - I (1984). Mauricio-José Schwarz, La pequeña guerra .
  - II (1985). Héctor Chavarría, Crónica del gran reformador .
  - III (1986). Desierto.[13]
  - IV (1987). José Luis Zárate, El viajero .
  - V (1988). Gabriela Rábago Palafox, Pandemia .
  - VI (1989). Sergio de Regules, El último día de Cedric Hamilton .
  - VII (1990). Isabel Velázquez Oliver, Manco a orillas del Floss .
  - VIII (1991). Luis Gutiérrez Negrín, La disuasión .
  - IX (1992). Olga Fresnillo, Feliz advenimiento .
  - X (1994). Gerardo Porcayo, Imágenes rotas, sueños de herrumbe.
  - XI (1995). Juan Hernández Luna, Soralia .
  - XII (1996). Rodrigo Pardo Fernández, El despertar .
  - XII (1997). Ramón González Solano, La ocasión del verdugo.
  - XIV (1998). José Luis Ramírez, Hielo .

- Como Premio Nacional de Cuento Fantástico y de Ciencia Ficción:
  - XVI. Juan Barranco Monarca, "Realidad".
  - XXII (2006). Gustavo Ogarrio Badillo, "Noticias desde París" .
  - XXIII (2007). Ricardo Chávez Castañeda, "La caída del cielo".
  - XXIV (2008). María Luisa Erreguerena Albaitero, "Julieta de los espíritus".[14]
  - XXV (2009). Danner González Rodríguez, "La cofradía del gran gato".[15]
  - XXVI (2010). Federico Vite López, "Salón Rojo".
  - XXVII (2011). Rodolfo J.M., "Presente Imperfecto".[16]
  - XXVIII (2012). Guillermo Marquet Ruibal, "Rumbos Perdidos". 
  - XXIX (2013). Aarón Benjamín López Feldman, "Guía para Explorar el Continente Miniatura".

### El Huevo - AMCYF - Minotauro

#### Información
Convocado por la Amcyf en conjunto con la revista El Huevo, y Minotauro, sello del Grupo Editorial Planeta.
Estatus: Desconocido.

#### Ganadores
- 2005: Fabio Ferreras, Fragmentos[18]

### Sizigias

#### Información
El premio toma su nombre del que es considerado el primer cuento de ciencia ficción escrito en México: Sizigias y cuadraturas lunares ajustadas al meridiano de Mérida de Yucatán por un anctítona o habitador de la luna, y dirigidas al bachiller don Ambrosio de Echeverría, entonador de kyries funerales en la parroquia del Jesús de dicha ciudad, y al presente profesor de logarítmica en el pueblo de María de la península de Yucatán, para el año del señor de 1775 del Fraile franciscano Manuel Antonio de Rivas.
Se convocó por la Amcyf en colaboración con el Círculo Puebla de Ciencia Ficción y Divulgación Científica y tuvo 4 ediciones (2001-2004). Se premiaba anualmente a la mejor obra publicada de géneros alternativos en español.
Estatus: Desaparecido.

#### Ganadores
- Edición 2004[20]
  - Antología de autor: Alberto Chimal, Éstos son los días (Editorial Era, 2004).
  - Antología de varios autores: Bernardo Fernández (BEF), Pulpo cómics (CONACULTA, 2004).
  - Novela: Gerardo Horacio Porcayo, Cuando las sirenas cantan (Goliardos, 2003).
  - Ensayo: José Luis Zárate, En el principio fue la sangre (Universidad de Guadalajara/Arlequín, 2004).

- Edición 2003.[21]
  - Antología de autor: Imanol Caneyada Pascual, Historias de la gaya ciencia ficción (Instituto Sonorense de Cultura, 2001).
  - Antología de varios autores: H. Pascal y Elizabeth Soriano, Criaturas del abismo.
  - Novela: Emilio Carballido, El pabellón del doctor leña verde.
  - Ensayo: José Felipe Coria, Cae la Luna, la invasión de Marte (Paidos, 2003).

- Edición 2002.
  - Antología de autor: Lauro Paz, Los que se volvieron mito (Universidad de Sonora/Unison, 1997).
  - Antología de varios autores: Gerardo Horacio Porcayo, El hombre en las dos puertas (Lectorum, 2002).
  - Novela:Antonio Malpica, El impostor (Pan C editores, 2001).
  - Ensayo: Gabriel Trujillo, Lengua Franca (Lumen, 2001).

- Edición 2001.[22]
  - Antología: Miguel Ángel Fernández Delgado, Visiones Periféricas. Antología de la Ciencia Ficción Mexicana (Lumen, 2001).
  - Libro de cuentos: Alberto Chimal, El país de los hablistas (Libros del Umbral, 2001).
  - Novela Mario Bellatin, El jardín de la señora Murakami (Tusquets Editores, 2000).
  - Libro de ensayo sobre géneros alternativos: Miguel Ángel Fernández Delgado, Poesía intuitiva en el espacio: Tecnologías innovadoras de la Ciencia Ficción para aplicaciones espaciales.
  - Ilustración: Cesar Evangelista, por las ilustraciones del cuento El llanto de los niños muertos (Sub N.º 4).
  - Cómic: Bachan y Bernardo Fernández (BEF), Basura.
  - Reseña Publicada: Miguel Ángel Fernández Delgado, Los confines: una delimitación.
  - Fanzine: Bernardo Fernández (BEF) y Pepe Rojo, Sub.

### Charrobot

#### Información
El premio fue creado por iniciativa de Gonzalo Martré siendo presidente de la Amcyf y tuvo una sola emisión en 1997.
Estatus: Desaparecido.

#### Ganadores
- l997: Federico Schaffler,[24] por su cuento Respuesta a la pregunta eterna y por su trabajo en pro de la ciencia ficción en México con su revista Umbrales y las antologías Más allá de lo imaginado.[25]
- 1997: Gabriel Trujillo, por su novela Laberinto y trabajo en pro de la ciencia ficción en México con su antología El futuro en llamas.[25]

### Kalpa

#### Información
El Kalpa debe su nombre al poema homónimo de Amado Nervo. Durante su primera época (1992-1994) la Amcyf lanzó la convocatoria en colaboración con el CONACULTA y la revista Tierra Adentro. En la segunda época (1996-1999) la convocatoria se hizo en conjunto con la Universidad Autónoma Metropolitana. No se convocó en 1995.
Se caracterizaba porque el premio lo decidían los propios escritores del género, mediante votación abierta. En la primera época el premio consistía en una escultura de Sebastian  Archivado el 5 de diciembre de 2006 en Wayback Machine..
Estatus: Desaparecido.

#### Ganadores
- Primera época.
  - 1992: José Luis Zárate, El viajero (mejor cuento mexicano de ciencia ficción de la década de los 80).
  - 1993. Gerardo Horacio Porcayo, Los motivos de Medusa.
  - 1994: Ignacio Padilla, El año de los gatos amurallados.

- Segunda época.
  - 1996: Pepe Rojo, Ruido Gris.[26]
  - 1997: Federico Schaffler, Secreto de confesión.[27]
  - 1998: Gerardo Sifuentes, Radiotekhnika Cantina.
  - 1999: Alberto Chimal, Se ha perdido una niña.

### Premio internacional de cuento fantástico "Terra Ignota"

#### Información
Otorgado por el Taller Literario Terra Ignota de Nuevo Laredo, Tamaulipas, México, la Amcyf, el Instituto Tamaulipeco para la Cultura y las Artes y la Dirección de Cultura del Ayuntamiento de Nuevo Laredo.
Estatus: Desconocido.

#### Ganadores
- 2002:
  - Cuento de ciencia ficción: Vladimir Hernández Pacin (Cuba), "El correo González".
  - Cuento de fantasía: Marcelo Fagiano (Argentina), "Muñeca de patas largas".
  - Cuento de horror: Álvaro García Camacho (Jabugo, España), "Niebla".
  - Cuento ganador del gran premio: Mauricio Ventanas (Costa Rica), "Náufragos".

### Premio internacional Goliardos

#### Información
Otorgados por el Proyecto Goliardos, la Universidad Autónoma de Tlaxcala y el Instituto de Cultura de la Ciudad de México.
Estatus: Activo.

#### Ganadores
- 2000.
  - José Luis Ramírez

- 2001.
  - Mara L. García, por sus estudios sobre la literatura fantástica mexicana.[28]
  - Carlos Montemayor, por su traducción de Carmina Burana y sus cuentos fantásticos.
  - Paco Ignacio Taibo II por obra y trayectoria.

- 2003.
  - Daína Chaviano, por su novela Fábulas de una abuela extraterrestre.[29]

- 2004.
  - Horacio Franco.[30]

- 2007
  - Antonio del Toro, por obra y trayectoria.[31]

- 2008.
  - Paco Ignacio Taibo II por obra y trayectoria.[32]

### Premio internacional VID de ciencia ficción y fantasía (MECYF)

#### Información
Otorgado por la Editorial Vid a obras de ciencia ficción, terror o fantasía.
Estatus: Desaparecido.

#### Ganadores
- Novela
  - I (1997). Alfonso Suárez, Larvas. Novela.[33]
  - II (1998). José Luis Zárate, La ruta del hielo y la sal. Novela.[34]
  - III (2002). Gerardo Sifuentes, Pilotos Infernales. Novela.[35]
  - IV (2003). José Luis Zárate, Voces del mar inmóvil. Novela.[36]
  - V (). Antonio Malpica, El cura de piedra.

- Cortometraje:
  - Alfredo Fernández, Crononáutica.[37]

- Cine:
  - Premio de la Crítica del Jurado y Mención (Mecyf 96): Leopoldo Laborde, Utopía-7.[38]
  - Premio del Público (Mecyf 97): Leopoldo Laborde, La extraña presencia.[38]

## Cine
Si bien la ciencia ficción literaria moderna tuvo un importante crecimiento en la década de 1990s, es de reconocer que la cinematografía mexicana despertó y tuvo su época de oro mucho antes.
Según José Luis Ramírez, la primera película mexicana de ciencia ficción es El moderno Barba Azul, dirigida por Jaime Salvador en 1946.
A esta cinta siguieron otras de forma esporádica como Los platillos voladores de Julián Soler en 1955, El Hombre que logró ser Invisible, de Alfredo B. Crevenna en 1957, La nave de los monstruos de Rogelio A. González protagonizada por Eulalio González Piporro, La Isla de los Dinosaurios de Rafael Portillo en 1966 y Arma secreta de Sergio Goyri en 1992, por citar solo unas pocas.
Gran parte del cine de ciencia ficción surge en la época del "cine de luchadores", con las películas del Santo. El Santo era un luchador profesional, que tuvo una larga carrera cinematográfica en la que interpretaba al mismo personaje que desarrollaba sobre el ring. Santo, el enmascarado de plata realizó películas de carácter futurista, combatiendo enemigos venidos de otro planeta o con armas que aún no existían. Cintas como Profanadores de tumbas de José Díaz Morales en 1965, La invasión de los marcianos de Alfredo B. Crevenna en 1966, La hija de Frankenstein de Miguel M. Delgado en 1971 y Los asesinos de otros mundos de Rubén Galindo en 1971 pueden considerarse dentro del género.
Luego de una prolongada sequía, que abarcó las décadas del 70 al 90, con intentos fallidos, se estrenó Kilómetro 31 en 2007, dirigida por Rigoberto Castañeda, quien ya es considerado como el renovador del género en el país; la cinta retoma y retuerce el mito de La Llorona, para ponernos al día en cuanto a la manera que narran este tipo de películas, que ubicada desde luego en el México actual, tiene fuertes vínculos con la tradición y los elementos propios del género. Uno de ellos tiene qué ver con la presencia de bellas actrices, en este caso a través del trabajo de Iliana Fox. Pero las cosas no han quedado ahí, pues otras actrices de la pantalla han tenido incursiones en filmes de horror y suspenso, como Martha Higareda en la nueva versión de Hasta el viento tiene miedo, historia original de Carlos Enrique Taboada, que fue llevada a la pantalla por Gustavo Moheno. Ana Claudia Talancón hizo lo propio en versión estadounidense de La última llamada, la cual tuvo medianos resultados. No obstante, en el año 2005, se estrenó la primera cinta animada digital perteneciente a este género: Imaginum, dirigida por Alberto Mar e Isaac Sandoval y producida por Ánima Estudios. No obstante en 1978 se estrenó la película basada en el cómic homónimo de Germán Butze Los Supersabios perteneciente también a este género.
En el 2008 se dio un incremento en las producciones del género, con propuestas diversas tanto en su temática como en su calidad. Entre ellas figuran Spam, de Charlie Gore, y Polvo de ángel, de Óscar Blancarte, ambas pasaron por la pantalla grande sin pena ni gloria.
Pero el 2009 nos depara nuevas aventuras en este mundo lleno de imaginación y fantasía, a través de los estrenos de cintas como Ángel caído, proyecto que se extenderá a tres títulos, dos de los cuales serán apoyados por los estudios Walt Disney, además de que ya circula una versión en cómic y un libro con el relato de esta aventura, que recuerda a filmes como Las Crónicas de Narnia, Gladiator y El Señor de los Anillos. La cinta es protagonizada por Sebastián y Humberto Zurita, José Alonso y Laisha Wilkins. Presenta la guerra entre el cielo y el infierno, en la que participan ángeles y demonios. Cuenta la historia de un niño que es hijo de humanos y de ángeles, es un sephyro que tiene una sensibilidad única hacia el universo.
En el campo de la ciencia ficción, en el 2009 veremos el estreno de la primera cinta mexicana ubicado completamente en este género. Se trata de 2033, película futurista dirigida por Francisco Laresgoiti y con las actuaciones de Claudio Lafarga, Sandra Echeverría, Alonso Echánove, Juan Carlos Rodríguez y Raúl Méndez. Es la historia del licenciado Lozada, un abogado cuya verdadera identidad es la del padre Miguel, líder de un movimiento revolucionario. De esta manera, 2033 nos remite a la Guerra Cristera, cuando el entonces presidente Plutarco Elías Calles prohibió la religión, pero en esta ocasión, será un gobierno dictatorial el que trate de limitar las creencias del pueblo, mientras un grupo rebelde de Villaparaíso luchará por defender sus derechos.
En la época actual, la vida cotidiana da como para que en la Ciudad de México se ubique una película sobre asesinos seriales, pues los casos de ese tipo de crímenes son, por desgracia, cada vez más frecuentes. Ese es uno de los puntos de partida que tomó en cuenta Christian González para escribir y dirigir 24 cuadros de terror, en la que participarán Rafael Amaya, Ana Cioccetti, Pamela Trueba y Gerardo Murguía. Se trata de una historia en la que un alma reencarna muchas ocasiones, hasta estacionarse en un asesino serial de los 70, a quien domina para seguir cometiendo sus crímenes.
Damián Alcázar es un actor que ha encontrado en el lado más oscuro del ser humano una auténtica fuente de inspiración para interpretar sus personajes. Así ocurre con la historia que se narra en Al límite del terror, la cual fue estrenada en 2007 y en la que también aparece Martha Higareda. En esta ocasión los ritos satánicos y el ambiente denso de la frontera norte del país, son el marco ideal para llevarnos por un viaje en el que tres amigos estadounidenses cruzan la frontera en busca de diversión y encuentran la muerte, pero de una manera por demás violenta y extraña.
De esta manera, el cine de terror, fantasía y ciencia ficción mexicano busca actualizarse, retomar sus raíces y actualizarse en cuanto a los recursos técnicos usados para impactar con este tipo de historias, que en el caso de nuestro país, van desde los vampiros hasta el terror a través de Internet.

## Grupos y asociaciones
En México, como en muchas partes del mundo, los escritores y aficionados al género se han organizado en clubes y asociaciones. En algunos casos de manera local e informal y en ocasiones de manera legal y nacional.

### Club de Ciencia ficción
Creado en los años 60 y dirigido por René Rebetez y Alejandro Jodorowsky.
Estatus: Desaparecido.

### PROBA
La Sociedad Mexicana de Ciencia Ficción o PROBA, se creó en los años 70. Desaparecida.
Estatus: Desaparecido.

### Círculo Puebla de Ciencia Ficción y Divulgación Científica
Organizado por Gerardo Horacio Porcayo y José Luis Zárate a finales de los años 80 o principios de los 90.
Estatus: Desconocido.

### Asociación Mexicana de Ciencia Ficción y Fantasía
La Asociación Mexicana de Ciencia Ficción y Fantasía A. C. fue creada en 1992 por un grupo de escritores y aficionados a la Ciencia Ficción -básicamente Mauricio Shwartz, Héctor Chavarría, Gonzalo Martré, Guillermo Fárber, Federico Schaffler, Jorge Martínez Villaseñor- para promover todas las formas del arte fantástico en México, a través de conferencias, congresos y concursos, publicaciones, vínculos con instituciones similares en el país y el extranjero, y la promoción de investigaciones dentro de sus campos de interés.
Estatus: Activa.

### Goliardos
Goliardos es el nombre que recibe una agrupación mexicana independiente dedicada a la difusión de diferentes ramas de la cultura alternativa, enfocada principalmente a la literatura fantástica, como es el terror, la fantasía y la ciencia ficción.
Estatus: Semi - Activo. Gran parte del grupo original se sigue reuniendo pero las actividades literarias han cesado.

### Laberinto
Laberinto se desarrolló como el grupo de Juego de Rol y literatura de ciencia ficción y fantasía con más influencia en Guadalajara, Jalisco. El proyecto devino en un fanzine del mismo nombre donde se publicaron varios ensayos, cómics y cuentos de ciencia ficción. Participaron también en varias ediciones de Papirolas y en la Feria Internacional del Libro, con un proyecto de juego de rol enfocado en incitar a la lectura de los grandes clásicos ( Viaje al centro de la Tierra, Los tres mosqueteros, Narnia, Leyendas de la colonia, etc.) en los niños de primaria y secundaria con un éxito rotundo. Este esbozo de juego se convirtió en Laberinto juego de rol, de Irma Amézquita y Tonatiuh Moreno, el primero de su tipo en ser editado en México.
Algunos de sus integrantes, como Gabriel Benítez y Laura Michel, han publicado obra en España, Suiza, Argentina, y por supuesto en el mismo México en antologías como Más Allá de lo imaginado (de Federico Shaffler), El hombre en las dos puertas (Gerardo Porcayo), la revista ADAstra, etc.
Estatus: Semi - Activo.
Gran parte del grupo original se sigue reuniendo pero las actividades literarias han cesado.

### Tertulia de Ciencia Ficción de la Ciudad de México
Creada en 2007 por Jorge Armando Romo.
Este grupo se reúne por lo menos una vez al mes en restaurantes de la Ciudad de México. Durante las sesiones, que son abiertas al público general, se charla sobre diversos temas referentes a películas, obras, manga, anime, cómic, novela gráfica y cualquier manifestación de la cultura que tenga relación directa con la ciencia ficción. La Tertulia es flexible respecto al género en discusión.
Algunos de los contertulios asiduos:
- Mauricio del Castillo (escritor).
- Armando Saldaña (escritor).
- Adriana Letechipía (presidenta actual 2017-2023).

Las reuniones se han pospuesto (2020-2023), debido a la pandemia de covid-19. Sin embargo, durante los años de reclusión, crearon el taller permanente y gratuito Gran Colisionador de Textos Especulativos y el grupo de análisis de obras de ciencia ficción Lepismátidos.